# Явец, Цви
Цви Явец (Цукер; ивр. צבי יעבץ‎; 26 апреля 1925, Черновицы — 8 января 2013, Тель-Авив) — израильский учёный-историк, специалист по истории Древнего Рима. Один из основателей Тель-Авивского университета и первый декан гуманитарного факультета этого университета. Лауреат Премии Израиля за 1990 год.

## Биография
Гарри Цукер родился в 1925 году в Черновцах, в это время принадлежавших Румынии, единственным ребёнком в семье Лео Цукера и Амалии Явец. Его семья была зажиточной, и с семи лет мальчик посещал частную школу, изучая, помимо румынского, немецкий, французский и латинский язык. В семье говорили на идише, но отец со своим братом часто пользовались немецким языком. После того, как в 1940 году Черновцы перешли под власть Советского Союза, Цви начал изучать в советской школе русский, украинский и идиш.
Когда в 1941 году Буковина была оккупирована немецкими войсками, семья Цукеров, как и большинство евреев на оккупированной территории, попала в гетто, откуда Цви был отправлен в концлагерь. Его мать погибла (отец покончил с собой раньше), а сам Цви сумел бежать, соскочив с поезда, перевозившего заключённых. Добравшись до дома и раскопав зарытые семьёй на чёрный день ценности, он сумел дать взятку румынским военным и вместе с ещё 18 беженцами вышел в море на старой яхте. Ориентируясь по школьному атласу, беженцы не сумели найти путь в Босфор и потерпели крушение в Чёрном море у турецких берегов. Когда стало ясно, что турецкие власти намерены вернуть их в Румынию, беженцы начали голодовку, требуя визы в Палестину, и в конечном итоге благодаря вмешательству лорда Веджвуда были направлены в лагерь перемещённых лиц на Кипре.
В 1944 году Цви познакомился с солдатами Еврейской бригады, которые помогли ему нелегально добраться до Палестины. Некоторое время он прожил в кибуце в Иорданской долине, вступил добровольцем в «Пальмах» и принял участие в Войне за независимость Израиля в составе 5-го полка, который вёл бои в Шаар ха-Гай.
После войны Цви Цукер перебрался в Иерусалим, где начал учёбу в Еврейском университете, зарабатывая при этом на жизнь преподаванием в школе для глухонемых. В 1951 году, узнав, что из его родных по материнской линии Холокост не пережил никто, в то время как двум братьям отца удалось спастись, Цви поменял отцовскую фамилию Цукер на материнскую — Явец. Цви окончил вторую степень по современной истории под руководством Рихарда Кёбнера, и примерно в это время его работа по истории Римской империи привлекла внимание Виктора Чериковера — ведущего израильского специалиста по античности. Посещение семинара Чериковера заставило Явеца изменить свои академические интересы, и отныне он посвятил себя исследованию истории Древнего Рима. Его докторская диссертация была посвящена долговой политике по отношению к римскому плебсу. В 1954 году его отправили в Оксфордский университет, где интерес к его работе проявили Джеффри де Сент-Круа и К. Э. Стивенс. Благодаря помощи последнего в 1958 году в журнале Latomus, посвящённом латинистике, вышла первая собственная статья Явеца в международной научной прессе — «Условия жизни римского плебса».
В 1956 году, в возрасте всего 29 лет, Явец стал первым деканом гуманитарного факультета и главой отделения общей истории только что созданного Тель-Авивского университета, некоторое время совмещая работу в новом вузе со своими обязанностями на кафедре педагогики Еврейского университета, откуда ушёл окончательно только в 1961 году. Позже он сыграл ключевую роль в создании колледжей в Бейт-Берле и Тель-Хае, а в 1962 году был на два года направлен в Эфиопию, где участвовал в создании гуманитарного факультета Аддис-Абебского университета. За помощью израильских учёных в этом начинании обратился сам император Эфиопии Хайле Селассие I, и позже Явец шутил, что является, вероятно, единственным историком Древнего Рима, который жал руку императору и обедал с ним за одним столом. Наблюдая в Эфиопии за отношениями императора, правящих элит и народной массы, он сформировал свои представления об аналогичных отношениях в Римской империи, нашедшие отражение в его последующих работах — в том числе в монографии «Плебс и принцепс», первый черновик которой был написан в Аддис-Абебе, а окончательная версия вышла в Оксфорде в 1969 году.
Кафедру истории Тель-Авивского университета Цви Явец возглавлял на протяжении трёх десятилетий. В этом качестве он проводил либеральную политику приёма студентов и преподавателей, опираясь больше на собственное чувство справедливости и целесообразности, чем на бюрократические процедуры, и не стремясь решать вопросы коллегиально (за что получил от своего преемника Эяля Наве прозвище «просвещённый диктатор»). Как минимум один раз это могло серьёзно отразиться на его карьере, когда он назначил главой отделения военной истории — единственного в Израиле — Исраэля Бара, одного из ведущих аналитиков министерства обороны. Впоследствии оказалось, что Бар не имел формального образования и был советским шпионом. С другой стороны, именно пренебрежение формальной процедурой в пользу «высшей справедливости», как понимал её Явец, позволило получить высшее образование будущим профессорам-историкам Вальтеру Грабу, Михаэлю Харсегору и Шломо Бен-Ами. В 1990 году Явец был удостоен Премии Израиля.
Цви Явец скончался в январе 2013 года, оставив после себя двух сыновей и трёх внуков. Он похоронен на кладбище кибуца Тель-Ицхак неподалёку от Тель-Авива.

## Научная деятельность
В центре исследований Явеца, интеллектуала левых взглядов (на протяжении многих лет он состоял в партии Труда и сравнивал римские завоевания с израильским контролем над палестинскими территориями), с самого начала находился римский плебс — свободные бедняки, которых до него считали бездельниками, существовавшими за счёт государства, в то время как весь полезный труд выполняли рабы. Явец сумел поколебать эту господствовавшую точку зрения, продемонстрировав, что плебеи, хотя и не имели постоянного источника заработка, вовсе не пренебрегали временной работой. Он также подробно рассматривал в своих трудах отношения между императорами, аристократией и плебсом, показывая, как последний использовался для давления на патрициев и сенаторов и как формировались образы народных героев — таких, как Гай Марий и Сатурнин.
Отдельные монографии Явеца были посвящены всем первым римским императорам — от Цезаря («Юлий Цезарь и его публичный имидж», 1979) до Нерона, а также Цицерону. В монографии «Август» (1988) он подробно рассматривает концепцию харизмы, отвергая её как универсальное понятие. По мнению Явеца, любой лидер харизматичен лишь для определённых групп людей, и лидер для одной группы не будет обладать харизмой в глазах другой. Поэтому Явец отказывается от общего представления «Рим при ранних императорах», вместо этого поочерёдно фокусируясь на личности каждого из них, показывая, как по-разному они формировали повседневную жизнь империи. В сферу интересов Явеца входили аспекты римского рабовладения (освещённые в вышедшей на иврите в 1983 году книге «Рабы и восстания рабов в Древнем Риме») и античного антисемитизма, а также история Буковины и его родных Черновиц в период между мировыми войнами (которой посвящена книга 2008 года «Мои Черновцы»).

## Монографии
- Римский плебс и прощение долгов (иврит, Тель-Авив, 1958)
- Массы и лидеры Рима: Поздняя республика и ранняя империя (иврит, Тель-Авив, 1966; переиздание: 2005)
- Плебс и принцепс (английский язык, Оксфорд, 1969; переиздание: французский язык, Париж, 1984)
- Цезарь и цезаризм: Массы в римской истории (иврит, Тель-Авив, 1971)
- Место врача в древнеримском обществе (иврит, Тель-Авив, 1973)
- Заметки о Тите и Иосифе (иврит, Тель-Авив, 1975)
- Юлий Цезарь и его публичный образ (немецкий язык, Дюссельдорф, 1979; переиздания: английский язык, Лондон, 1983; французский язык, Париж, 1990)
- Восстания рабов в Риме (в соавт. с Зеэвом Рубинзоном, иврит, Тель-Авив, 1983)
- Цицерон и Римская республика: Рим в I веке до н. э. (иврит, Иерусалим, 1987)
- Август: Победы умеренности (иврит, Тель-Авив, 1988)
- Рабы и рабство в древнем Риме (английский язык, Нью-Брансуик, 1988)
- Юлий Цезарь: превратности харизмы (иврит, Тель-Авив, 1992)
- Тиберий и Калигула: от лицемерия до безумия (иврит, Тель-Авив, 1995)
- Юдофобия в древности: Мюнхенские лекции (немецкий язык, Мюнхен, 1997)
- Клавдий и Нерон: от методичности к дилетантизму (иврит, Тель-Авив, 1999)
- Тогда и сейчас (сборник статей и лекций, иврит, Тель-Авив, 2002)
- Антисемитизм и его превращения: жизнь в Румынии в эпоху короля Кароля II, 1930—1940 (иврит, Тель-Авив, 2004)
- Мои Черновцы: место, где жили люди и книги (иврит, Ор-Иехуда, 2007)